# Lars Thomsson
Lars Peter Thomsson, född 24 april 1964 i Vänge församling, Gotlands län, är en svensk politiker (centerpartist). Han var ordinarie riksdagsledamot 2018–2022, invald för Gotlands läns valkrets.
I riksdagen var han ledamot i OSSE-delegationen 2018–2022. Han var även suppleant i bland annat finansutskottet, försvarsutskottet, justitieutskottet, utrikesutskottet och riksdagens råd för Riksrevisionen.
Thomsson har varit engagerad i utvecklingen av relationer mellan Sverige och Ukraina med särskilt fokus på Gammalsvenskby. Thomssons morfar och mormor utvandrade från Gammalsvenskby i dåvarande Sovjetunionen till Sverige 1929.